# Iosua (mare preot)

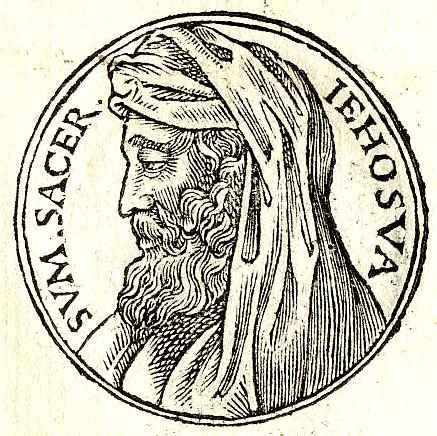
Iosua în viziunea lui Guillaume Rouille, o lucrare în Xilogravură din 1553 ce conține portrete în formă de medalion, Promptuarii Iconum Insigniorum.

Iosua (ebraică יְהוֹשֻׁוּעַ‎ Yəhōšua‘ - "Yahweh este salvatorul meu") sau Ieșua Marele Preot a fost, potrivit Bibliei, prima persoană aleasă ca mare preot la reconstrucția Templului din Ierusalim, finalizată în 515 î.Hr., după întoarcerea evreilor din captivitatea babiloniană  (Vezi Zaharia 6:9–14 și Ezra 3:8 în Biblie). În timp ce numele Ieșua este folosit în Ezra–Neemia, el este numit și "Iosua, fiul lui Ioțadac" în cărțile biblice Hagai și Zaharia.

## Date personale
Fiul lui Ioțadac (Iehoțadac) și nepotul lui Seraia (ce fusese ucis de Nebucadnețar). Făcea parte din linia preoțească a lui Eleazar (vezi Ezra 7:1-5; Ezra sosise în Ierusalim după 69 de ani de la eliberarea evreilor, circumstanță în care e imposibil ca el să fi fost fiul lui Seraia și fratele lui Ioțadac.). La întoarcerea din captivitatea babiloniană, s-a remarcat împreună cu Zorobabel prin ridicarea altarului pentru jertfe și contribuirea la reconstrucția templului din Ierusalim. De asemenea, a opus rezistență dușmanilor ce împiedicau realizarea acestui lucru (Ezra 4:1-3). Fiul său Ioiachim i-a succedat în perioada lui Ezra până în 455 î.Hr., iar Eliașib, nepotul său, devenise mare preot în timpul venirii lui Neemia la Ierusalim (Ne 12:10,26).

## Apariție în viziuni
Profetul Zaharia a primit o viziune în care l-a văzut pe Iosua (Ieșua), marele preot, stând în fața îngerului lui Dumnezeu și pe Satan lângă mâna dreaptă pentru a se împotrivi lui. „Iosua” a fost schimbat din haine murdare în cele de ceremonie având pe cap și un turban curat. Atunci lui i s-a spus despre slujitorul lui Dumnezeu, "Vlăstarul", făcându-se referire la venirea lui Mesia. - (Zah 3:1-8) 
În altă perioadă, Dumnezeu i-a spus lui Zaharia să pună o coroană pe capul lui Iosua (Ieșua) și să-i spună că el va deveni rege și preot. Această profeție s-a aplicat cu siguranță pentru viitorul altcuiva, pentru că, în condițiile Legii, preoția și regatul erau strict separate, iar Marele Preot Iosua nu a guvernat niciodată ca rege peste Israel (Zah 6:11-13).